# 애플 리모트

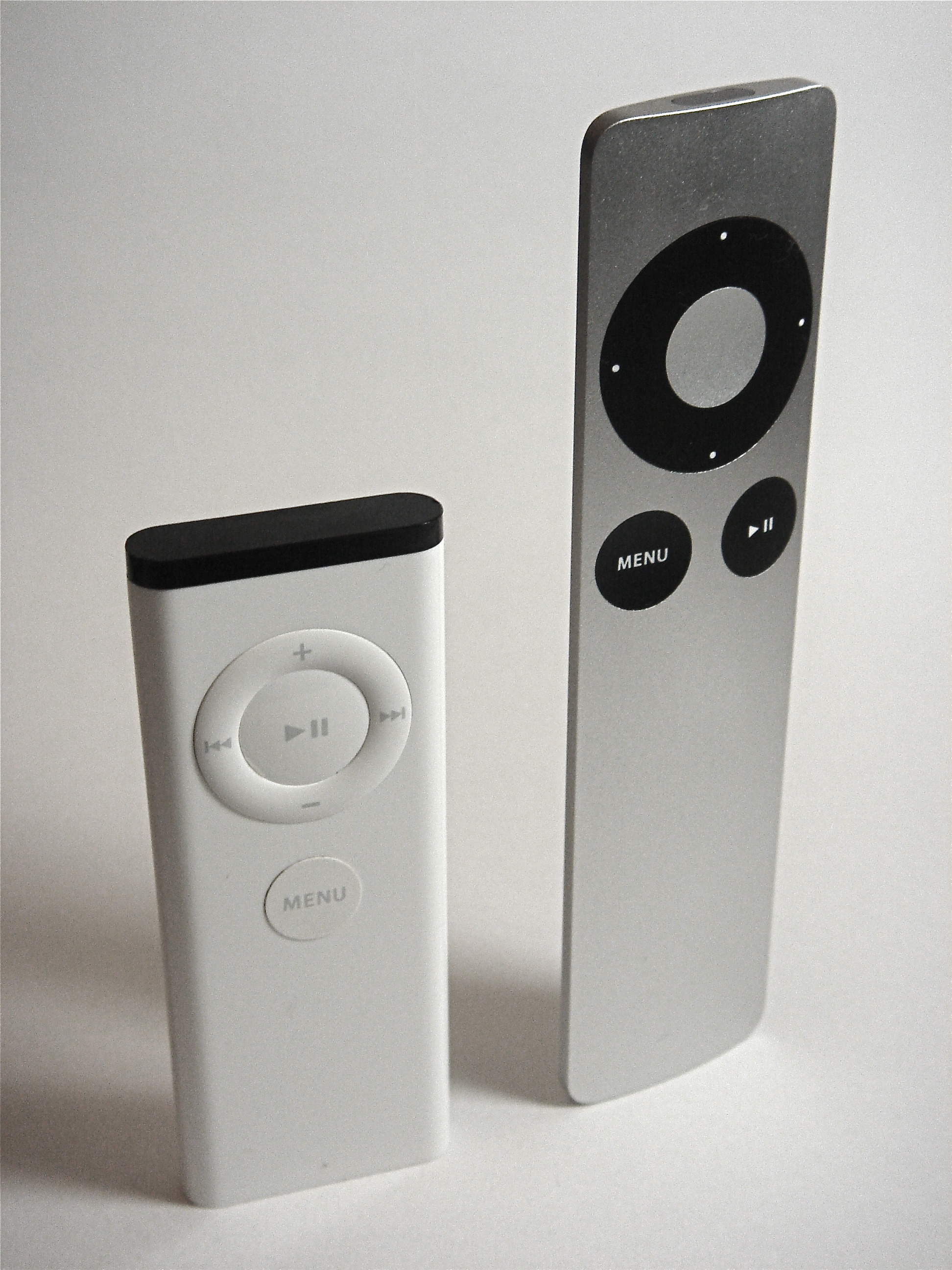
애플 리모트

애플 리모트(Apple Remote)는 2005년 10월 출시 이후부터 애플 제품에 쓰이는 리모컨으로, 적외선으로 동작한다. 이 장치는 2005년 10월 12일 스티브 잡스가 발표하였다. 이 리모트는 1세대 아이팟 셔플의 인터페이스에 상당 부분 기반을 두고 있으며 여섯 개의 단추가 있다. 이 단추들은 메뉴, 재생/일시 중지, 소리 크게, 소리 작게, 이전/되감기, 다음/빨리 감기로 되어 있다. 이 리모트는 원래 아이맥 G5의 프런트로와의 상호 작용을 목적으로 설계되었으나, 맥북과 맥북 프로와도 호환된다. 애플 리모트가 추가된 맥 미니는 2006년 2월 26일에 발표되었다. 애플 TV 또한 애플 리모트를 장착하고 있다.

## 기술 설명
| 프로토콜     | 켬 (µs) | 끔 (µs) | 전체 (µs) |
| 리더(leader) | 9000    | 4500    | 13500     |
| 0 비트       | 560     | 560     | 1120      |
| 1 비트       | 560     | 1690    | 2250      |
| 정지(stop)   | 560     | 빈칸    | 560       |
| ------------ | ------- | ------- | --------- |

| 값   | 명령   | 단추           |
| ---- | ------ | -------------- |
| 0x16 | 메뉴   | 메뉴           |
| 0x17 | 재생   | 재생/일시 정지 |
| 0x18 | 오른쪽 | 다음/빨리 감기 |
| 0x19 | 왼쪽   | 이전/되감기    |
| 0x1f | 위로   | 소리 크게      |
| 0x20 | 아래로 | 소리 작게      |

## 같이 보기
- 애플 TV
- 리모컨